# 戚发轫
戚发轫（1933年4月26日—），男，辽宁瓦房店人，中国太空技术专家，中国空间技术研究院中国研究员、中国工程院院士、国际宇航科学院院士。曾任空间技术研究院副院长、院长、北京航空航天大学宇航学院院长，博士生导师。
历任“东方红一号”卫星技术负责人，“东方红二号”卫星副总设计师、总设计师，国内卫星通信工程第一副总设计师，“风云二号”卫星气象工程副总设计师，“东方红二号甲”卫星总设计师，“东方红三号”卫星总设计师，中国载人航天工程载人飞船系统总设计师（神舟一号至神舟五号）。

## 生平
1933年4月26日出生于奉天省复县，在日佔大連长大。1952年考大学时，填报了清华大学航空系（当年与其他院校同系合并成立北京航空学院，成为北航飞机系）的志愿并被顺利录取。1957年毕业后进入国防部第五研究院一分院负责导弹总体设计工作。1958年1月11日，解放军组建第一个导弹训练机构长辛店炮兵教导大队，戚发轫成为第一期学员。后来参与研制中国第一枚仿制导弹、第一枚自行设计的导弹，进行两弹结合试验，以及长征一号运载火箭的研制。担任1970年发射成功的第一颗人造卫星“东方红一号”卫星技术负责人。东方红一号发射成功后，他又担任714工程曙光号飞船室研制主任。
他認為，尽管文革期间局面一度很混乱，但中国航天事业的决策没有受到影响，选择了一条正确的道路，在70年代的时候，美国、前苏联都搞载人航天，要中國也做的呼聲压力很大，他表示，周总理明确「先把地球的事搞好」，所以卫星这些实际的项目先做。他回憶在文革期间，自己虽然受到很多不公，最困难的时期还是死心塌地地坚持，災難過後，知识分子现在条件好了，有荣誉、待遇也不差，他總結自己的生涯是一步步穩住進行，耐心堅持是很宝贵的，后顾过往，这些寶貴的資質，对日后中国航天事业的发展十分重要。
1992年，他終於接替钱学森，成为中国航天飞船的总设计师。1999年，任“神舟”号系列载人飞船总设计师。
1994年4月2日，风云二号01星在西昌卫星发射中心厂房测试时发生爆炸，在场的戚发轫受伤。
2008年，当选第十一届全国政协委员，代表科学技术界，分入第三十一组。并担任文史和学习委员会专委。